# Science alimentaire

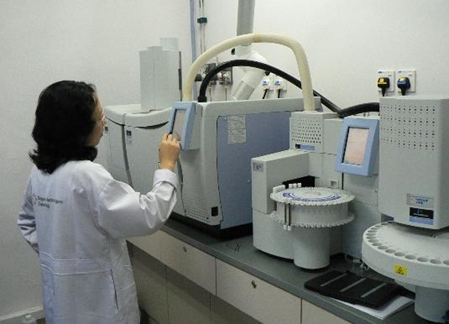
Laboratoire d'analyses alimentaires

La science des aliments, parfois nommée un peu fautivement science alimentaire ou bromatologie (du grec βρῶμα, brōma, aliment, et  -λογos, logos, discours) est l'étude de tous les aspects de l'alimentation humaine, de la récolte ou l'abattage jusqu'à la cuisine et la consommation. Elle est considérée comme une  sciences biologiques ; la nutrition en est une composante.
L'expression "science alimentaire" est fautive, en français (faute du partitif), et elle devrait être nommée "science des aliments". Cela étant, elle est également souvent confondue avec la technologie des aliments. 
La gastronomie moléculaire et physique est cette branche particulière de la science des aliments, créée formellement en 1988 sous le nom de "gastronomie moléculaire et physique" par le physicien britannique Nicholas Kurti et le chimiste Hervé This. Elle fut introduite parce que les sciences des aliments se focalisaient alors sur l'analyse des ingrédients alimentaires, ou sur les procédés industriels, sans jamais considérer les véritables aliments, qui sont les "plats" préparés chaque jour dans les foyers.
La bromatologie inclut aussi l'étude physico-chimique des déchets alimentaires (biodéchets), en vue d'optimiser leur méthanisation, tri des déchets ou compostage par exemple.

## Évolution du terme
Le terme de bromatologie est défini comme « Ouvrage sur les aliments, traité des aliments » dans le Dictionnaire des sciences médicales par une société de médecins et de chirurgiens, Panckoucke, Paris, 1812 ; ce sens est repris dans Claude Augé, Nouveau Larousse Illustré, Dictionnaire universel encyclopédique, I. II, Librairie Larousse, Paris, 1907-1910.
En 1970, le Dictionnaire français de médecine et de biologie, T. I, Masson & Cie, Paris, la définit comme « Science qui traite des aliments ».